# HMS Prince of Wales (R09)
El HMS Prince of Wales, en honor a los príncipes de Gales, es un portaaviones de propulsión por turbinas de gas y motores diésel de la clase Queen Elizabeth de la Marina Real británica botado el 21 diciembre 2017, iniciando sus pruebas de mar el 19 de septiembre de 2019. Entró en servicio el 10 de diciembre de 2019.
El Prince of Wales serán aproximadamente 30m de eslora más pequeños que la Clase Admiral Kuznetzov, desplazará alrededor de 70 000 toneladas, el triple que los portaviones ligeros ya retirados por Royal Navy de la clase Invincible. Y situándolo por debajo de los grandes portaaviones estadounidenses de la clase Nimitz y de su sustituta la clase Gerald R. Ford.  
Una de las novedades aeronáuticas de esta clase es que porta el avión de combate polivalente de quinta generación F35B, versión STOVL diseñado para reemplazar a los Harriers, hasta ahora utilizados en los portaaviones ligeros de la Marina Real británica.

## Historial operativo

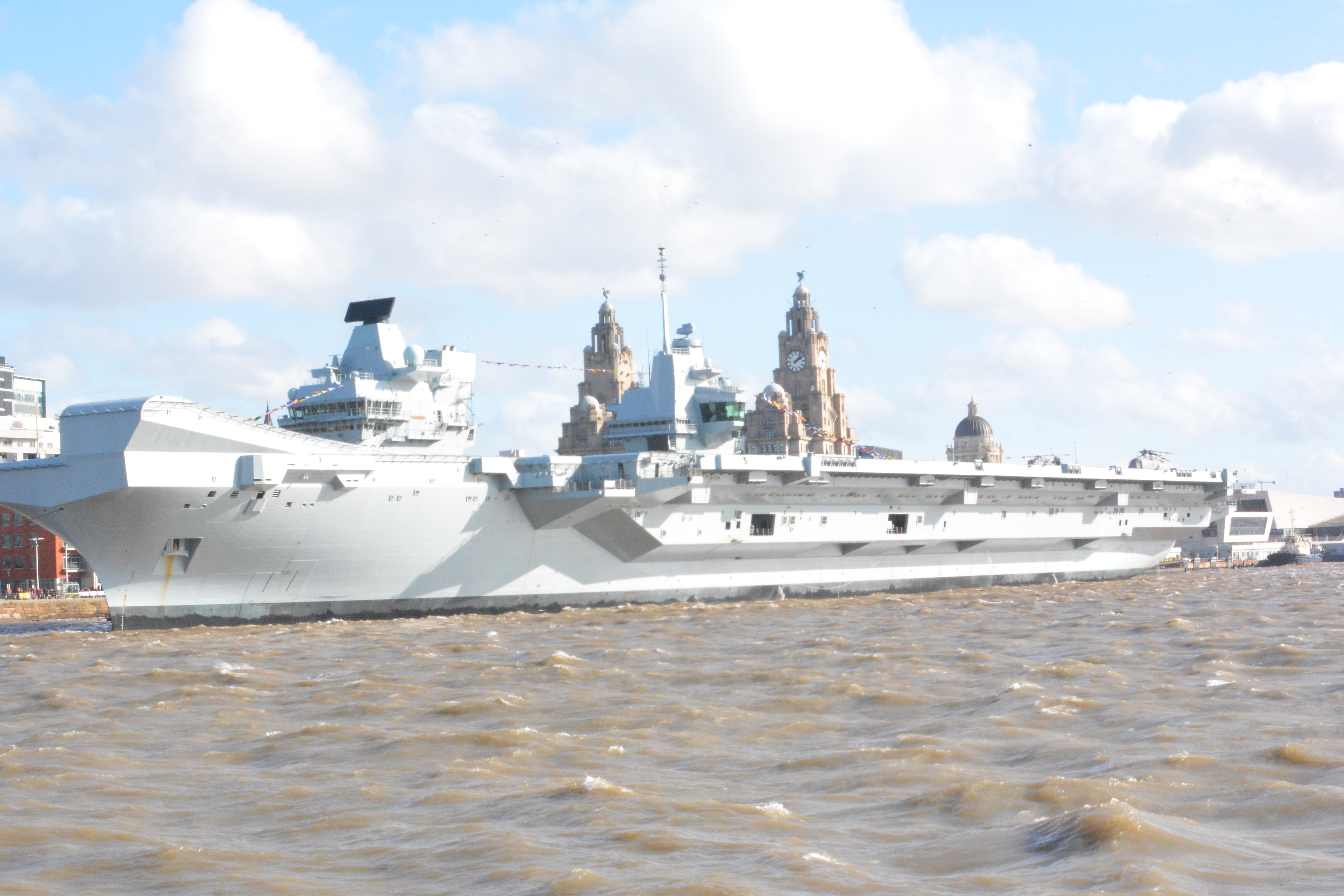
HMS Prince of Wales (R09) en el río Mersey, año 2020.

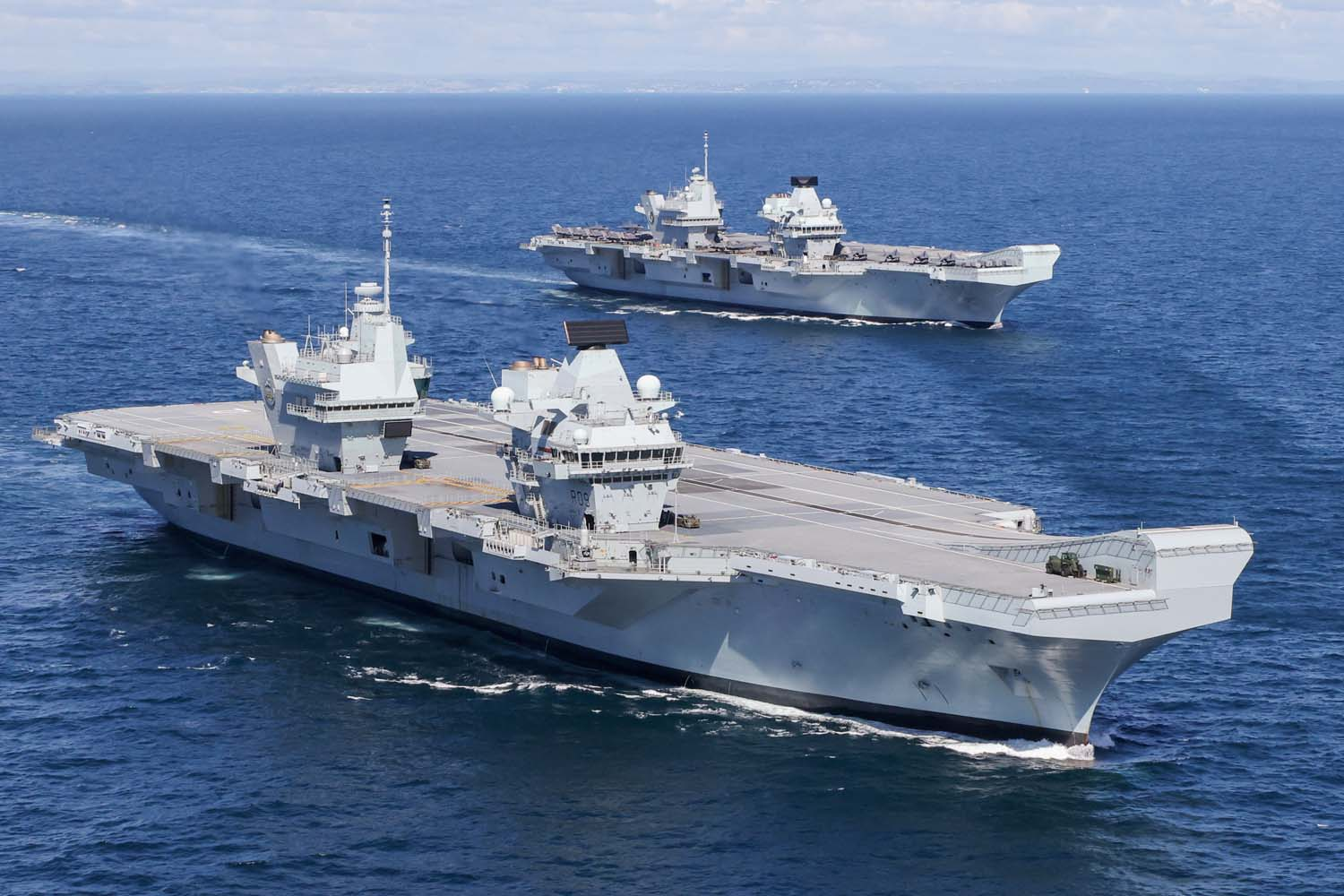
Los dos portaviones que conforman la Queen Elizabeth navegan juntos, año 2021.

Tiene su base en el puerto de Portsmouth. Es el octavo en portar el nombre HMS Prince of Wales.
Después de ser declarado en pleno funcionamiento en octubre de 2021, el HMS Prince of Wales participó en un ejercicio internacional frente a las costas de Escocia. Esto involucró operaciones conjuntas con su barco gemelo HMS Queen Elizabeth.

### Buque de mando de la OTAN
El 1 de enero de 2022, el Prince of Wales asumió el papel de buque de mando de la fuerza de alta disponibilidad marítima de la OTAN de la Armada francesa. El barco pasará los próximos doce meses apoyando los ejercicios de la OTAN en el Ártico, el Báltico y el Mediterráneo. Su primer ejercicio en este rol fue Cold Response 22, un ejercicio dirigido por Noruega que está diseñado para poner a prueba a su tripulación en este rol. Más adelante durante el año le pasó el papel a Turquía.

### Mal funcionamiento de la hélice 2022
El 27 de agosto de 2022, el Prince of Wales partió del HMNB Portsmouth para realizar ejercicios de entrenamiento con la Armada de los Estados Unidos, la Marina Real Canadiense y el Cuerpo de Marines de los Estados Unidos, y para albergar la conferencia económica y comercial Atlantic Future Forum en Nueva York. El 29 de agosto, después de sufrir problemas mecánicos en el área de ejercicios de la costa sur del Reino Unido aparentemente en un eje de transmisión, el barco procedió a anclar frente a la isla de Wight. Se informó que un acoplamiento externo que conecta el eje de la hélice exterior con el eje de transmisión de los motores de propulsión había fallado. El contraalmirante Steve Moorhouse, director de Force Generation, confirmó "daños significativos en el eje y la hélice y algunos daños superficiales en el timón. No hay daños en el resto del barco". Llegó a Rosyth para reparaciones el 12 de octubre de 2022. y originalmente se esperaba que regresara a Portsmouth en la primavera de 2023 luego de completar el trabajo de reparación. El 15 de mayo de 2023, el Secretario de Estado de Defensa negó que estuviera siendo canibalizada y suspendida y dijo que estaría en servicio completo para el otoño (de 2023).